# 奧蘭治 (印地安納州)
奧蘭治（英語：Orange）是位於美國印地安納州費耶特縣的一個非建制地區。該地的面積和人口皆未知。